# Liste des footballeurs internationaux gibraltariens
La liste des footballeurs internationaux gibraltariens comprend tous les joueurs de football en équipe de Gibraltar. 

## Liste
Liste mise à jour après le match Gibraltar-Suisse du 18 novembre 2019.
- Haut – A
- B
- C
- D
- E
- F
- G
- H
- I
- J
- K
- L
- M
- N
- O
- P
- Q
- R
- S
- T
- U
- V
- W
- X
- Y
- Z

| Nom                      | Date de naissance | Date de décès | 1re sélection | Dernière sélection | Sélections | Buts |
| ------------------------ | ----------------- | ------------- | ------------- | ------------------ | ---------- | ---- |
| Louie Annesley (en)      | 3 mai 2000        |               | 2018          | 2019               | 9          | 0    |
| David Artell (en)        | 22 novembre 1980  |               | 2014          | 2015               | 7          | 0    |
| Julian Bado (en)         | 18 janvier 1991   |               | 2013          | 2013               | 1          | 0    |
| Rafael Bado (en)         | 30 décembre 1984  |               | 2014          | 2014               | 2          | 0    |
| Mohamed Badr Hassan (en) | 25 novembre 1989  |               | 2019          | 2019               | 4          | 0    |
| Anthony Bardon (en)      | 19 janvier 1993   |               | 2014          | 2019               | 29         | 0    |
| Erin Barnett (en)        | 2 septembre 1996  |               | 2015          | 2019               | 19         | 0    |
| Jamie Bosio (en)         | 24 septembre 1991 |               | 2015          | 2018               | 12         | 0    |
| Ethan Britto (en)        | 30 novembre 2000  |               | 2018          | 2019               | 8          | 0    |
| George Cabrera (en)      | 14 décembre 1988  |               | 2014          | 2018               | 8          | 1    |
| Matt Cafer (en)          | 27 septembre 1994 |               | 2018          | 2019               | 2          | 0    |
| Kyle Casciaro (en)       | 12 mars 1987      |               | 2013          | 2018               | 24         | 1    |
| Lee Casciaro             | 29 septembre 1981 |               | 2014          | 2019               | 33         | 3    |
| Ryan Casciaro (en)       | 11 mai 1984       |               | 2013          | 2018               | 24         | 0    |
| Joseph Chipolina         | 14 décembre 1987  |               | 2013          | 2019               | 42         | 2    |
| Kenneth Chipolina (en)   | 8 avril 1994      |               | 2017          | 2017               | 1          | 0    |
| Roy Chipolina            | 20 janvier 1983   |               | 2013          | 2019               | 42         | 2    |
| Dayle Coleing (en)       | 23 octobre 1996   |               | 2019          | 2019               | 4          | 0    |
| Jamie Coombes (en)       | 27 mai 1996       |               | 2015          | 2019               | 16         | 0    |
| Tjay De Barr             | 13 mars 2000      |               | 2018          | 2019               | 16         | 1    |
| Daniel Duarte (en)       | 25 octobre 1979   |               | 2013          | 2015               | 5          | 0    |
| John-Paul Duarte (en)    | 13 décembre 1986  |               | 2014          | 2017               | 11         | 0    |
| Jean-Carlos Garcia (en)  | 5 juillet 1992    |               | 2014          | 2018               | 26         | 0    |
| Sykes Garro (en)         | 26 février 1993   |               | 2016          | 2018               | 3          | 0    |
| Kyle Goldwin (en)        | 24 avril 1985     |               | 2018          | 2019               | 14         | 0    |
| Jake Gosling             | 11 août 1993      |               | 2014          | 2018               | 12         | 2    |
| Evan Green (en)          | 13 mars 1993      |               | 2017          | 2017               | 1          | 0    |
| Al Greene (en)           | 5 mai 1978        |               | 2013          | 2013               | 1          | 0    |
| Robert Guilling (en)     | 14 octobre 1980   |               | 2013          | 2017               | 13         | 0    |
| Andrew Hernandez (en)    | 10 janvier 1999   |               | 2018          | 2019               | 10         | 0    |
| Anthony Hernandez (en)   | 3 février 1995    |               | 2014          | 2019               | 23         | 1    |
| Danny Higginbotham       | 29 décembre 1978  |               | 2013          | 2014               | 3          | 0    |
| Deren Ibrahim (en)       | 9 mars 1991       |               | 2016          | 2017               | 8          | 0    |
| Ethan Jolley (en)        | 29 mars 1997      |               | 2019          | 2019               | 4          | 0    |
| Jeremy Lopez (en)        | 9 juillet 1989    |               | 2013          | 2017               | 8          | 0    |
| Robert Montovio (en)     | 3 août 1984       |               | 2016          | 2016               | 2          | 0    |
| Aymen Mouelhi (en)       | 14 septembre 1986 |               | 2018          | 2019               | 7          | 0    |
| Jayce Olivero (en)       | 2 juillet 1998    |               | 2016          | 2019               | 27         | 0    |
| Aaron Payas (en)         | 24 mai 1985       |               | 2014          | 2017               | 12         | 0    |
| Brian Perez (en)         | 16 septembre 1986 |               | 2014          | 2015               | 6          | 0    |
| Jordan Pérez (en)        | 13 novembre 1986  |               | 2013          | 2016               | 17         | 0    |
| Alain Pons (en)          | 16 septembre 1995 |               | 2017          | 2019               | 18         | 0    |
| Adam Priestley (en)      | 14 août 1990      |               | 2013          | 2019               | 17         | 1    |
| Jason Pusey (en)         | 18 février 1989   |               | 2017          | 2017               | 4          | 0    |
| Matt Reoch (en)          | 25 février 1983   |               | 2014          | 2014               | 1          | 0    |
| Jamie Robba (en)         | 26 octobre 1991   |               | 2014          | 2016               | 8          | 0    |
| Justin Rovegno (en)      | 17 juillet 1989   |               | 2015          | 2015               | 1          | 0    |
| Tyson Ruiz (en)          | 10 mars 1988      |               | 2017          | 2017               | 1          | 0    |
| Yogan Santos (en)        | 15 janvier 1985   |               | 2014          | 2014               | 5          | 0    |
| Jack Sergeant (en)       | 27 février 1995   |               | 2013          | 2019               | 28         | 0    |
| Reece Styche (en)        | 3 mai 1989        |               | 2014          | 2019               | 7          | 1    |
| Liam Walker              | 13 avril 1988     |               | 2013          | 2019               | 44         | 2    |
| Scott Wiseman            | 9 octobre 1985    |               | 2013          | 2016               | 10         | 0    |
| Mikey Yome (en)          | 29 août 1994      |               | 2015          | 2017               | 9          | 0    |